# Atanazy
Atanazy – imię męskie pochodzenia greckiego. Wywodzi się od słowa oznaczającego „nieśmiertelny” (gr. Αθανάσιος).
Atanazy imieniny obchodzi: 2 maja, 15 maja, 23 czerwca, 4 lipca, 5 lipca, 15 lipca.
Atanazy w innych językach:
- rosyjski – Афанасий[1].

## Imiennicy
- Atanazy Wielki (295–373) – święty katolicki i prawosławny, Ojciec i doktor Kościoła.
- Atanazy z Athosu (ok. 920–1003) – święty katolicki i prawosławny, twórca Wielkiej Ławry.
- Atanazy I (ok. 1235 – ok. 1315) – święty prawosławny, patriarcha Konstantynopola.
- Atanazy (zm. 1570) – metropolita Moskwy.
- Atanas Czipiłow – bułgarski piłkarz.
- Atanazy Fic – biblista katolicki.
- Atanas Figol – ukraiński niepodległościowy działacz społeczny i polityczny, premier rządu URL na emigracji w latach 1967–69.
- Józef Atanazy Rogosz (1844–1896) – polski pisarz, wydawca i publicysta.
- Atanazy (Nos) – polski duchowny prawosławny, biskup łódzki i poznański.
- Afanasij Biełoborodow – radziecki generał.
- Afanasij Szczegłow – radziecki generał.

Postacie literackie noszące to imię:
- Atanazy Bazakbal, główny bohater powieści Stanisława Ignacego Witkiewicza pt. „Pożegnanie jesieni”
- Atanazy Pernat, główny bohater powieści Gustava Meyrinka pt. „Golem”

Zobacz też:
- Atanazjańskie wyznanie wiary